# Giro d’Italia 2023/14. Etappe
Die 14. Etappe des Giro d’Italia 2023 fand am 20. Mai 2023 statt und führte die 106. Austragung des italienischen Etappenrennens zurück nach Italien. Nach dem Start in Sierre standen 193 Kilometer auf dem Programm, ehe die Etappe in Cassano Magnago zu Ende ging. Nach der Etappe hatten die Fahrer insgesamt 2389,6 Kilometer zurückgelegt, was 68,8 % der Gesamtdistanz entsprach. Die Organisatoren der Rundfahrt bewerteten die Schwierigkeit der Etappe mit zwei von fünf Sternen.

## Streckenverlauf
Der neutralisierte Start erfolgte in Sierre auf der Rue de la Plaine. Im Anschluss führte die Strecke auf die Route de la Gemmi, wo das Rennen nach sechs Kilometern bei Salgesch freigegeben wurde.
Nach dem offiziellen Start folgte die Strecke der Rhone stromaufwärts und passierte Visp, ehe die Fahrer bei Brig-Glis in Richtung Süden auf den Simplonpass (2007 m) abbogen. Dieser 20,2 Kilometer lange Anstieg der 1. Kategorie wies eine durchschnittliche Steigung von 6,5 % auf und wurde nach 56 gefahrenen Kilometern überquert. Im Anschluss folgte eine lange Abfahrt, die bis über die italienische Grenze bis nach Domodossola führte. Kurz darauf wurde in Villadossola der erste Zwischensprint nach 101,7 Kilometern ausgefahren. Entlang des Toce führte die Strecke nun in Richtung Süden zum Ufer des Lago Maggiore an dessen Westufer der zweite Zwischensprint in Stresa 55,7 Kilometer vor dem Ziel folgte. Bei Arona drehte die Fahrtrichtung gen Osten und führte über leicht hügliges Terrain durch Albizzate, Carnago und Peveranza zum Zielort Cassano Magnago, wo sich das Ziel auf der leicht ansteigenden Via Guglielmo Marconi neben der Chiesa di Sant’Anna befand.
|                            | Ort             | Kilometer | Länge (km) | Höhe (m) | Ø Steigung | max. Steigung |
| -------------------------- | --------------- | --------- | ---------- | -------- | ---------- | ------------- |
| neutralisierter Start      | Sierre          | −6        |            |          |            |               |
| offizieller Start          | Salgesch        | 0         |            |          |            |               |
| Bergwertung (1. Kategorie) | Simplonpass     | 56        | 20,2       | 2007     | 6,5 %      | 14 %          |
| Zwischensprint             | Villadossola    | 101,7     |            |          |            |               |
| Zwischensprint             | Stresa          | 138,3     |            |          |            |               |
| Ziel                       | Cassano Magnago | 193       |            |          |            |               |

## Rennverlauf
Mit Samuele Battistella (Astana Qazaqstan Team) und Stefan de Bod (EF Education-EasyPost) gingen zwei Fahrer nicht an den Start der 14. Etappe. Auf den ersten 40 flachen Kilometern bildet esich eine große Ausreißergruppe in der mit Bruno Armirail (Groupama-FDJ), Will Barta, Carlos Verona, Fernando Gaviria (alle drei von Movistar Team), Warren Barguil, Thibault Guernalec (beide Team Arkéa-Samsic), Derek Gee, Simon Clarke, Stephen Williams (alle drei von Israel-Premier Tech), Toms Skujiņš, Bauke Mollema, Otto Vergaerde (alle drei von Trek-Segafredo), Luis León Sánchez (Astana Qazaqstan), Nicolas Prodhomme, Lawrence Warbasse (beide AG2R Citroën Team), Stefano Oldani (Alpecin-Deceuninck), Alessandro De Marchi (Team Jayco AlUla), Nico Denz (Bora-hansgrohe), Alberto Bettiol (EF Education-EasyPost), Andrea Pasqualon, Jasha Sütterlin (beide Bahrain Victorious), Pieter Serry, Davide Ballerini (beide Soudal Quick-Step), Marius Mayrhofer (Team DSM), Davide Bais (Eolo-Kometa Cycling Team), Laurenz Rex (Intermarché-Circus-Wanty) und Henok Mulubrhan (Green Project-Bardiani CSF-Faizanè) 27 Fahrer vertreten waren. Im Anstieg des Simplonpass kamen mit Mattia Bais und Mirco Maestri (beide Eolo-Kometa) zwei weitere Fahrer hinzu.
Im Sprint um die Bergwertung setzte sich Davide Bais vor Bruno Armirail durch und übernahm somit virtuell das Blaue Trikot von Thibaut Pinot (Groupama-FDJ). Den ersten Zwischensprint sicherte sich Marius Mayrhofer vor Toms Skujiņš und Derek Gee. Rund 64 Kilometer vor dem Ziel griff Alberto Bettiol in der Ausreißergruppe an und konnte sich kurzzeitig absetzen. Der Vorsprung der Spitzengruppe betrug unterdessen bereits über 13 Minuten. Nachdem Alberto Bettiol wieder gestellt worden war, lösten sich mit Toms Skujiņš, Stefano Oldani, Pieter Serry und Laurenz Rex erneut vier Fahrer, die einen größeren Vorsprung von rund einer Minute auf ihre ehemaligen Gefährten herausfahren konnten. Laurenz Rex sicherte sich vor Stefano Oldani und Toms Skujiņš die meisten Zeitbonifikationen beim zweiten Zwischensprint.
Auf den letzten 15 Kilometern folgten zahlreiche kurze Steigungen, auf denen die große Verfolgergruppe zerfiel. Zudem konnte Laurenz Rex dem Tempo der Spitze nicht mehr folgen, deren Vorsprung auf wenige Sekunden gesunken war. Hinter dem Spitzentrio bildete sich die erste Verfolgergruppe, in der neben dem abgehängten Laurenz Rex auch Derek Gee, Nico Denz, Alberto Bettiol und Marius Mayrhofer vertreten waren. Auf dem letzten Kilometer schloss Nico Denz die Lücke zu der Spitzengruppe, ehe Alberto Bettiol den Sprint eröffnete. Der Italiener konnte sich jedoch nicht entscheidend absetzen und wurde von Nico Denz überholt, der sich auf den letzten Metern aufrichtete und knapp vor Derek Gee gewann. Für den Deutschen war es der zweite Etappensieg beim Giro d'Itaia innerhalb von drei Tagen.
Bruno Armirail erreichte das Ziel mit einem Rückstand von 53 Sekunden auf den Etappensieger. Das Hauptfeld um den gesamtführenden Geraint Thomas (Ineos Grenadiers) kam mit einem Rückstand von 21 Minuten und elf Sekunden im Ziel an, wodurch der Franzose das Rosa Trikot übernahm und nun mit einem Vorsprung von einer Minute und 41 Sekunden voran lag. In der Bergwertung setzte sich Davide Bais erneut an die Spitze und führte nun mit einem Vorsprung von 30 Punkten vor Thibaut Pinot. In der Punktewertung rückte Derek Gee auf den zweiten Rang vor, wobei sein Rückstand auf den führenden Jonathan Milan (Bahrain Victorious) 52 Punkte betrug. In der Mannschaftswertung übernahm das Team Bahrain Victorious die Führung, da sie zwei Fahrer in der Ausreißergruppe positioniert hatten. João Almeida (UAE Team Emirates) führte weiterhin die Nachwuchswertung an. Einzig der Italiener Alessandro Verre (Arkéa-Samsic) stieg vom Rad, womit noch 132 Fahrer im Rennen verblieben.

## Ergebnis
| \| Etappenergebnis \| Etappenergebnis \| Etappenergebnis \| Etappenergebnis \| Etappenergebnis \| \| Fahrer \| Fahrer \| Land \| Team \| Zeit \| \| --------------- \| ---------------- \| --------------- \| ------------------------ \| --------------- \| \| 1. \| Nico Denz \| Deutschland \| Bora-Hansgrohe \| 4 h 37 min 30 s \| \| 2. \| Derek Gee \| Kanada \| Israel-Premier Tech \| + 0 s \| \| 3. \| Alberto Bettiol \| Italien \| EF Education-EasyPost \| + 0 s \| \| 4. \| Laurenz Rex \| Belgien \| Intermarché-Circus-Wanty \| + 1 s \| \| 5. \| Davide Ballerini \| Italien \| Soudal Quick-Step \| + 1 s \| \| 6. \| Toms Skujiņš \| Lettland \| Trek-Segafredo \| + 4 s \| \| 7. \| Marius Mayrhofer \| Deutschland \| Team DSM \| + 10 s \| \| 8. \| Stefano Oldani \| Italien \| Alpecin-Deceuninck \| + 20 s \| \| 9. \| Andrea Pasqualon \| Italien \| Bahrain Victorious \| + 50 s \| \| 10. \| Mirco Maestri \| Italien \| Eolo-Kometa \| + 50 s \| |                  |             |                          |                 |
| |                  |             |                          |                 |
| Quelle: ProCyclingStats |                  |             |                          |                 |
| Etappenergebnis |                  |             |                          |                 |
| Fahrer | Fahrer           | Land        | Team                     | Zeit            |
| 1. | Nico Denz        | Deutschland | Bora-Hansgrohe           | 4 h 37 min 30 s |
| 2. | Derek Gee        | Kanada      | Israel-Premier Tech      | + 0 s           |
| 3. | Alberto Bettiol  | Italien     | EF Education-EasyPost    | + 0 s           |
| 4. | Laurenz Rex      | Belgien     | Intermarché-Circus-Wanty | + 1 s           |
| 5. | Davide Ballerini | Italien     | Soudal Quick-Step        | + 1 s           |
| 6. | Toms Skujiņš     | Lettland    | Trek-Segafredo           | + 4 s           |
| 7. | Marius Mayrhofer | Deutschland | Team DSM                 | + 10 s          |
| 8. | Stefano Oldani   | Italien     | Alpecin-Deceuninck       | + 20 s          |
| 9. | Andrea Pasqualon | Italien     | Bahrain Victorious       | + 50 s          |
| 10. | Mirco Maestri    | Italien     | Eolo-Kometa              | + 50 s          |

## Gesamtstände
| \| Gesamtwertung \| Gesamtwertung \| Gesamtwertung \| Gesamtwertung \| Gesamtwertung \| \| Fahrer \| Fahrer \| Land \| Team \| Zeit \| \| ------------- \| ------------------ \| ---------------------- \| ------------------ \| ---------------- \| \| 1. \| Bruno Armirail \| Frankreich \| Groupama-FDJ \| 56 h 17 min 01 s \| \| 2. \| Geraint Thomas \| Vereinigtes Königreich \| Ineos Grenadiers \| + 1 min 41 s \| \| 3. \| Primož Roglič \| Slowenien \| Jumbo-Visma \| + 1 min 43 s \| \| 4. \| João Almeida \| Portugal \| UAE Team Emirates \| + 2 min 03 s \| \| 5. \| Andreas Leknessund \| Norwegen \| Team DSM \| + 2 min 23 s \| \| 6. \| Damiano Caruso \| Italien \| Bahrain Victorious \| + 3 min 09 s \| \| 7. \| Lennard Kämna \| Deutschland \| Bora-Hansgrohe \| + 3 min 33 s \| \| 8. \| Eddie Dunbar \| Irland \| Team Jayco AlUla \| + 4 min 13 s \| \| 9. \| Thymen Arensman \| Niederlande \| Ineos Grenadiers \| + 4 min 26 s \| \| 10. \| Laurens De Plus \| Belgien \| Ineos Grenadiers \| + 4 min 49 s \| |                    |                        |                    |                  |
| |                    |                        |                    |                  |
| Quelle: ProCyclingStats |                    |                        |                    |                  |
| Gesamtwertung |                    |                        |                    |                  |
| Fahrer | Fahrer             | Land                   | Team               | Zeit             |
| 1. | Bruno Armirail     | Frankreich             | Groupama-FDJ       | 56 h 17 min 01 s |
| 2. | Geraint Thomas     | Vereinigtes Königreich | Ineos Grenadiers   | + 1 min 41 s     |
| 3. | Primož Roglič      | Slowenien              | Jumbo-Visma        | + 1 min 43 s     |
| 4. | João Almeida       | Portugal               | UAE Team Emirates  | + 2 min 03 s     |
| 5. | Andreas Leknessund | Norwegen               | Team DSM           | + 2 min 23 s     |
| 6. | Damiano Caruso     | Italien                | Bahrain Victorious | + 3 min 09 s     |
| 7. | Lennard Kämna      | Deutschland            | Bora-Hansgrohe     | + 3 min 33 s     |
| 8. | Eddie Dunbar       | Irland                 | Team Jayco AlUla   | + 4 min 13 s     |
| 9. | Thymen Arensman    | Niederlande            | Ineos Grenadiers   | + 4 min 26 s     |
| 10. | Laurens De Plus    | Belgien                | Ineos Grenadiers   | + 4 min 49 s     |

| Punktewertung | Punktewertung       | Punktewertung          | Punktewertung         | Punktewertung |
| Fahrer        | Fahrer              | Land                   | Team                  | Punkte        |
| ------------- | ------------------- | ---------------------- | --------------------- | ------------- |
| 1.            | Jonathan Milan      | Italien                | Bahrain Victorious    | 164 P.        |
| 2.            | Derek Gee           | Kanada                 | Israel-Premier Tech   | 112 P.        |
| 3.            | Pascal Ackermann    | Deutschland            | UAE Team Emirates     | 88 P.         |
| 4.            | Nico Denz           | Deutschland            | Bora-Hansgrohe        | 75 P.         |
| 5.            | Toms Skujiņš        | Lettland               | Trek-Segafredo        | 71 P.         |
| 6.            | Michael Matthews    | Australien             | Team Jayco AlUla      | 68 P.         |
| 7.            | Magnus Cort Nielsen | Dänemark               | EF Education-EasyPost | 56 P.         |
| 8.            | Marius Mayrhofer    | Deutschland            | Team DSM              | 53 P.         |
| 9.            | Mark Cavendish      | Vereinigtes Königreich | Astana Qazaqstan Team | 51 P.         |
| 10.           | Davide Bais         | Italien                | Eolo-Kometa           | 44 P.         |

| Bergwertung | Bergwertung             | Bergwertung | Bergwertung                | Bergwertung |
| Fahrer      | Fahrer                  | Land        | Team                       | Punkte      |
| ----------- | ----------------------- | ----------- | -------------------------- | ----------- |
| 1.          | Davide Bais             | Italien     | Eolo-Kometa                | 144 P.      |
| 2.          | Thibaut Pinot           | Frankreich  | Groupama-FDJ               | 114 P.      |
| 3.          | Einer Rubio             | Kolumbien   | Movistar Team              | 68 P.       |
| 4.          | Toms Skujiņš            | Lettland    | Trek-Segafredo             | 42 P.       |
| 5.          | Karel Vacek             | Tschechien  | Team Corratec-Selle Italia | 36 P.       |
| 6.          | Derek Gee               | Kanada      | Israel-Premier Tech        | 31 P.       |
| 7.          | Amanuel Ghebreigzabhier | Eritrea     | Trek-Segafredo             | 30 P.       |
| 8.          | Alexander Cepeda        | Ecuador     | EF Education-EasyPost      | 25 P.       |
| 9.          | Ben Healy               | Irland      | EF Education-EasyPost      | 24 P.       |
| 10.         | Aurélien Paret-Peintre  | Frankreich  | AG2R Citroën Team          | 22 P.       |

| Nachwuchswertung | Nachwuchswertung       | Nachwuchswertung | Nachwuchswertung         | Nachwuchswertung |
| Fahrer           | Fahrer                 | Land             | Team                     | Zeit             |
| ---------------- | ---------------------- | ---------------- | ------------------------ | ---------------- |
| 1.               | João Almeida           | Portugal         | UAE Team Emirates        | 56 h 19 min 04 s |
| 2.               | Andreas Leknessund     | Norwegen         | Team DSM                 | + 20 s           |
| 3.               | Thymen Arensman        | Niederlande      | Ineos Grenadiers         | + 2 min 23 s     |
| 4.               | Santiago Buitrago      | Kolumbien        | Bahrain Victorious       | + 4 min 50 s     |
| 5.               | Ilan Van Wilder        | Belgien          | Soudal Quick-Step        | + 6 min 02 s     |
| 6.               | Einer Rubio            | Kolumbien        | Movistar Team            | + 9 min 01 s     |
| 7.               | Alexander Cepeda       | Ecuador          | EF Education-EasyPost    | + 11 min 56 s    |
| 8.               | Valentin Paret-Peintre | Frankreich       | AG2R Citroën Team        | + 22 min 47 s    |
| 9.               | Laurens Huys           | Belgien          | Intermarché-Circus-Wanty | + 23 min 46 s    |
| 10.              | Filippo Zana           | Italien          | Team Jayco AlUla         | + 27 min 10 s    |

| Mannschaftswertung | Mannschaftswertung    | Mannschaftswertung           | Mannschaftswertung |
| Team               | Team                  | Land                         | Zeit               |
| ------------------ | --------------------- | ---------------------------- | ------------------ |
| 1.                 | Bahrain Victorious    | Bahrain                      | 168 h 23 min 58 s  |
| 2.                 | Israel-Premier Tech   | Israel                       | + 7 min 03 s       |
| 3.                 | Jumbo-Visma           | Niederlande                  | + 29 min 00 s      |
| 4.                 | EF Education-EasyPost | Vereinigte Staaten           | + 29 min 16 s      |
| 5.                 | Bora-Hansgrohe        | Deutschland                  | + 31 min 34 s      |
| 6.                 | Ineos Grenadiers      | Vereinigtes Königreich       | + 33 min 02 s      |
| 7.                 | UAE Team Emirates     | Vereinigte Arabische Emirate | + 41 min 08 s      |
| 8.                 | AG2R Citroën Team     | Frankreich                   | + 41 min 53 s      |
| 9.                 | Astana Qazaqstan Team | Kasachstan                   | + 51 min 56 s      |
| 10.                | Eolo-Kometa           | Italien                      | + 58 min 43 s      |

## Ausgeschiedene Fahrer
- Samuele Battistella (Astana Qazaqstan Team): wegen eines Magen-Darm-Infekts nicht gestartet
- Stefan de Bod (EF Education-EasyPost): wegen einer entzündeten Wunde nicht gestartet
- Alessandro Verre (Team Arkéa-Samsic): während der Etappe aufgegeben[4]